# Iron Maiden (banda de blues-rock)
Iron Maiden foi uma banda de rock formada em Basildon, Inglaterra, nos anos 1960. Seu estilo se baseava principalmente no blues-rock com elementos do rock psicodélico, rock progressivo e heavy rock. A musicalidade da banda também é considerado como "archetypal doom metal" ("arquétipo de doom metal"), o que atribuiria à banda a originalidade e o pioneirismo de ter contribuído para a criação de um gênero musical.

## História
Em 1964, Barry Skeels, Steve Drewett, Chris Rose e Alan Hooker formaram uma banda acústica em Basildon, Essex, que acabaria por ser nomeada como Iron Maiden.
Por volta de 1966, a formação da banda consistia em Skeels (baixo), Drewett (vocais e harmônica), Rose (guitarra solo), Tom Loates (guitarra base) e Stan Gillem (bateria); eles tocavam canções de blues e dos Rolling Stones sob o nome de "Growth". Reduzidos a uma dupla, Drewett e Skeels tocaram blues sob o nome de "Stevenson's Blues Department" em pubs e clubes de Essex e Londres.
Em 1968 (quando se pode considerar que realmente começa a carreira do Iron Maiden), Drewett e Skeels juntaram-se a Trev Thoms (guitarra) e Paul Reynolds (bateria). Utilizando o então ousado nome de Bum (em português, “vagabundo”, e também uma gíria britânica para “bunda”), a reputação da banda começou a crescer rapidamente e eles puderam gravar um acetato (God of Darkness/Ballad of Martha Kent). Segundo disse Skeels em uma entrevista, "Curiosamente, não tivemos tanto sucesso como Iron Maiden como quando nos apresentávamos como Bum (risos)". Eles chegaram a abrir shows para bandas e artistas como Jethro Tull, Fleetwood Mac, The Groundhogs e King Crimson.
Quando assinaram um contrato com o selo Gemini em 1970, o nome foi, em fim, mudado para Iron Maiden. Reynolds foi substituído por Steve Chapman na bateria e o Iron Maiden lançou o single Ned Kelly/Falling. Isso coincidiu com o filme estrelado por Mick Jagger também chamado "Ned Kelly". O single foi bem recebido pela crítica e pelo público, e foi reconhecido na época por ser o single de maior duração até então lançado. A boa repercussão do single faz com que a banda cresça no underground local, passando a abrir shows de grandes bandas como The Who, David Bowie, Amen Corner e High Tide. Foi realizada uma pequena turnê australiana. Na sequência, foram gravadas as masters contendo as canções para, pelo menos, mais dois singles (Liar e Ritual; CC Ryder e Plague) e talvez um álbum, mas as fitas foram na época perdidas e não foram lançadas, embora Skeels ache que algo possa ter sido lançado na Alemanha, algo sem comprovação. O contrato com o selo Gemini quebrou e Skeels deixou o Iron Maiden. A banda continuou sem ele por um curto período de tempo.
As canções gravadas pela banda foram lançadas apenas em 1998, com cópias das originais encontradas por Skeels. Ao todo, as músicas gravadas pela banda guardam semelhança com a sonoridade de bandas como Wishbone Ash em seus primeiros álbuns (como na canção "Falling"), Cream, Savoy Brown e com a sonoridade do movimento do blues britânico de modo geral. O Iron Maiden é considerado por profissionais do ramo musical como uma das primeiras bandas a realmente ter em seu som elementos do que posteriormente viria a ser chamado de doom metal, como exemplificado por um trecho da incomum (à época) letra da canção "God of Darkness":
"Ministros da morte reunidos
Os sinos da condenação estão a soar
O anjo da morte está a cantar
Convocando o Deus negro da escuridão".

## Pós-banda
Após o final das atividades da banda, Trev Thoms teve uma carreira de destaque. Ele tocou na influente banda de blues britânico Spirit of John Morgan, acompanhou astros como Graham Bond, Gregory Isaacs, Steve Gibbons e foi um membro da banda Steve Took's Horns de Steve Peregrin Took juntamente com Dino Ferari na bateria. Após a separação do The Horns no final da década de 1970, Thoms e Ferari aliaram-se ao ex-Hawkwind Nik Turner no Inner City Unit. Thoms também trabalhou com Turner e Twink sob o nome "Pink Wind", um híbrido de Pink Fairies e Hawkwind. Ele mais tarde formou o Atomgods e trabalhou com outros ex-integrantes do Hawkwind incluindo Ron Tree. Ele e Ferari formaram a sua própria versão do Inner City Unit chamada de "Judge Trev's Inner City Unit". Ele toca em inúmeros festivais pela Inglaterra como o Big Green Gathering, Cosmic Puffin Festival, Glastonbury, Earthwise, etc., tocando o seu set solo acústico ou com o reformado "Inner City Unit" com Nik Turner. Ele atualmente faz shows sob o nome de Trev and Kev com Kev Ellis, vocalista do Bubbledubble, e também é o administrador do site Real Festival Music, no qual ele escreve resenhas sobre festivais verdes.
Barry Skeels, ao sair do Iron Maiden, entrou para o Zior, com quem gravou dois cultuados álbuns, Every Inch a Man, relançado em CD pela gravadora italiana Akarma Records, e Zior relançado com faixas bônus em CD pela gravadora britânica See for Miles Records. Após o Zior, ele tocou em outras duas bandas que não gravaram e de pouca repercussão, “Monument” e “Gypsy Rock Squad”, até mudar-se para Newcastle upon Tyne em 1984, onde entrou para uma importante banda de blues local chamada “The Blues Burglars”, cujo ponto alto foi a abertura de um show de Buddy Guy & Junior Wells em Dingwalls em Camden, Londres. Cerca de um ano depois, ele saiu da banda e tornou-se técnico de baixo para o Venon, e passou a excursionar o mundo. Após algum tempo, ele passou a trabalhar com os empresários do Venon e foi então que foi convidado a ser o agente de turnê do Skyclad. Após o Skyclad, ele permaneceu por doze anos no mesmo ramo e chegou a trabalhar para bandas como Black Sabbath, Saxon, Manowar e Yngwie J. Malmsteen. Também era o diretor de um clube local chamado Rock Club que recebia a apresentação de bandas como Bon Jovi, Ozzy Osbourne, Ramones, Status Quo. Durante esse tempo ele nunca parou de tocar e fazer jam sessions, até que parou de excursionar em 2000, quando casou-se. Após algum tempo, entrou para a banda “Steve Lee & the Soultions” e a “Ambience UK”, banda com a qual voltou a gravar material. Além disso, fundou a Offbeat Management, empresa que empresaria a banda Skyclad.
Um outro integrante da banda chamava-se Steve Drewett, mas é incerto se ele é o mesmo que fundou o The Newtown Neurotics.

## Outros Iron Maidens
Além deste e da banda de heavy metal Iron Maiden, existiu uma outra banda sob este nome entre os anos de 1970 e 1976 (o segundo em ordem cronológica). Eles não  realizaram lançamentos na época, porém na década de 2000 lançaram dois CDs, Maiden Flight e Boulton Flies Again, contendo gravações originais da época. Ambos os álbuns foram lançados sob o nome "The Bolton Iron Maiden" devido a um acordo com o próprio Iron Maiden contemporâneo, que deu o seu aval para os lançamentos, em especial Rod Smallwood.
O vocalista dessa outra banda, Paul O'Neill, alega que o atual Iron Maiden plagiou o nome após conhecer o guitarrista de sua banda, chamado Beak (Ian Boulton-Smith).
Existe uma tendência a misturar a história do The Bolton Iron Maiden com a do primeiro Iron Maiden liderado por Skeels e Thoms, mas não existem registros de que o Iron Maiden liderado por Skeels e Thoms tenha feito reivindicações com relação aos direitos do nome "Iron Maiden" junto a Steve Harris, baixista e fundador da banda de heavy metal Iron Maiden.
Barry Skeels, sobre o contemporâneo Iron Maiden, disse em uma entrevista:
"Eu fiquei irritado no começo, porque pensei que fosse algum ex-membro do Iron Maiden que eu havia fundado que levara o nome consigo. Todavia, não foi isso que aconteceu. Era outra banda e eles já estavam com tudo encaminhado para se transformarem em um supergrupo. Nós, por outro lado, tínhamos encerrado nossas atividades há muito tempo. Logo, aquilo não me incomodou."
Porém, disse também que "Certa vez, conversei com Steve Harris e o antigo guitarrista deles, não me lembro o nome agora". Quando perguntado se o nome do guitarrista era Dennis Stratton, respondeu: "Sim. Ele mesmo". Acrescentou também:
"O baterista, Clive Burr, também nos encontrou. Eles eram muito jovens e talentosos[...], Harris sabia de nossa existência, sem dúvida. Contudo, acredito que ele conhecia ou ouvira falar do Bum, não do Iron Maiden".

## Discografia
Singles
- (1968) "God of Darkness/Ballad of Martha Kent" (sob o nome de "Bum")
- (1970) "Falling/Ned Kelly"

Álbuns de estúdio
- Maiden Voyage (1998) (gravado em 1970) [1][2][24][25]

Compilações
- Maiden Voyage (2012)